# Paula Smith
Paula Smith (Boulder, Colorado, 10 de enero de 1957) es una tenista profesional estadounidense retirada de la actividad.

## Carrera
Smith jugó 100 partidos profesionales en singles y 300 en dobles entre 1976 y 1988. Alcanzó la final del Roland Garrós en 1981 con  Candy Reynolds como compañera, y de nuevo en dobles mixto en 1985 con Francisco González, perdiendo ante Martina Navratilova y Heinz Günthardt.

## Finales

### NWTA Tour

#### Dobles
| Leyenda     |   |
| Grand Slam  | 0 |
| WTA         | 0 |
| Tier I      | 0 |
| Tier II     | 0 |
| Tier III    | 0 |
| Tier IV & V | 0 |

| Resultado | No. | Fecha              | Torneo             | Superficie | Compañera          | Rivales                             | Marcador      |
| Finalista | 1.  | 9 de junio de 1985 | Abierto de Francia | Arcilla    | Francisco González | Heinz Günthardt Martina Navratilova | 6–2, 3–6, 2–6 |